# Kayao (departamento)
Kayao é um departamento ou comuna da província de Bazèga no Burkina Faso. A sua capital é a cidade de Kayao.
Em 1 de julho de 2018 tinha uma população estimada em 44542 habitantes.